# Keiichi Koike
小池・桂一
Œuvres principales
Ultra Heaven
Keiichi Koike (小池・桂一, Koike Keiichi) est un mangaka né en 1960, au Japon.
Son style qui s'apparente à Katsuhiro Otomo et Moebius parcourt le monde du rêve et emmène le lecteur dans un trip visuel et graphique tout en proposant des scénarios complexes.
Il est principalement connu pour être l’auteur des mangas Heaven's Door et Ultra Heaven.

## Biographie
Peu d’informations circulent à son sujet, Koike étant un artiste peu prolifique et marginal, qui réalise ses mangas seul. Au Japon, ses œuvres sont assez confidentielles malgré leur qualité indéniable. Il déclare à ce sujet : « Pour l'immense majorité des Japonais, les substances hallucinogènes sont une terra incognita, rares même sont ceux qui savent de quoi il s'agit. Mes mangas sont trop loin d'eux ; ils n'ont pas les codes. »
En 2018, Koike rédige le scénario du clip de la musique Paradis d'Orelsan,.

## Œuvre
- Ultra Heaven
  - Keiichi Koike (trad. du japonais), Ultra Heaven, vol. 1, Grenoble, Glénat, janvier 2008, 218 p. (ISBN 978-2-7234-5993-8, OCLC 470690183, présentation en ligne)
  - Keiichi Koike (trad. du japonais), Ultra Heaven, vol. 2, Grenoble, Glénat, février 2008, 198 p. (ISBN 978-2-7234-5994-5, OCLC 470796603, présentation en ligne)
  - Keiichi Koike (trad. du japonais), Ultra Heaven, vol. 3, Grenoble, Glénat, 242 p. (ISBN 978-2-7234-7815-1, présentation en ligne)
- Heaven's Door
  - Keiichi Koike (trad. du japonais), Heaven's Door, Grenoble, Glénat, septembre 2009, 184 p. (ISBN 978-2-7234-6635-6, OCLC 690541335, présentation en ligne)